# Марин, Михаил
Михаил Марин (род. 21 апреля 1965, Бухарест) — румынский шахматист, гроссмейстер (1993).

## Шахматная карьера
Многократный участник чемпионатов Румынии. Трижды выигрывал чемпионский титул — 1988, 1994 и 1999 (совместно с К. Ионеску); дважды становился призёром — серебряным (1986) и бронзовым (1996).
В составе сборной Румынии участник 11-и Олимпиад (1988—2006, 2012) и 4-х командных чемпионатов Европы (1989—1992, 1999, 2011).

## Изменения рейтинга
| Графики недоступны из-за технических проблем. См. информацию на Фабрикаторе и на mediawiki.org. |

## Книги
- Secrets of Chess Defence (Gambit Publications, 2003, ISBN 1-901983-91-9)
- Secrets of Attacking Chess (Gambit Publications, 2005, ISBN 1-904600-30-1)
- Beating the Open Games (Quality Chess, 2007, ISBN 91-976004-3-1, ISBN 978-91-976004-3-9)
- A Spanish Opening Repertoire for Black (Quality Chess, 2007, ISBN 91-976005-0-4, ISBN 978-91-976005-0-7)
- Reggio Emilia 2007/2008 (в соавторстве с Yuri Garrett — Quality Chess, 2009, ISBN 978-1-906552-32-9)
- Учитесь у шахматных легенд. том 1, Москва, Russian chess house, 2010. — 226 с.
- Учитесь у шахматных легенд. том 2, Москва, Russian chess house, 2010. — 226 с.